# Stefano Jacini (1886-1952)
Pour les articles homonymes, voir Stefano Jacini.
Le comte Stefano Jacini (Milan, 3 novembre 1886 - Milan, 31 mai 1952) était un homme politique et un historien italien, un représentant de la Démocratie chrétienne (Democrazia Cristiana).

## Biographie
Stefano Jacini est né à Milan le 3 novembre 1886, fils de Giovanni Battista et Carolina Cavi, premier de six enfants, dans une famille de la noblesse agraire lombarde la plus en vue (à partir de 1880), petit-fils de l'homme politique et économiste du Risorgimento du même nom, plusieurs fois ministre des Travaux publics, qui avait lié son nom à la grande enquête agraire de 1877-1884.
Il a étudié à Milan et à Gênes, et a obtenu un diplôme de droit à l'université de Gênes en 1908. L'année suivante, il épouse Elisabetta dei principi Borromeo Arese, avec qui il a un fils, Giovanni.
Cependant, à partir de cette époque, Jacini n'est pas tant attiré par une carrière juridique que par des études philosophiques - il est fasciné par la pensée de Piero Martinetti, dont il suit les cours à l'université - et historiques, auxquelles il finit par consacrer la majeure partie de son temps.
Son guide spirituel dans ses premières années était Achille Ratti, le futur Pie XI, alors médecin à l'Ambrosiana, qui, au début du siècle, fréquentait la maison de Jacini, où il avait été introduit par son ami Gallarati Scotti. Pendant ses études universitaires, il se lie d'amitié avec les Pères Barnabites Giovanni Semeria et Pietro Gazzola.
C'est sous l'influence de ces personnes, mais surtout de ce dernier, que Jacini participe en 1906 à l'initiative, promue par Tommaso Gallarati Scotti, Alessandro Casati, A.A. Alfieri et U. Pestalozza, de donner vie à la revue de culture religieuse Il Rinnovamento.
Celui-ci proposait un programme de renouveau religieux et civil, reprenant des thèmes et des projets qui, au cours des décennies précédentes, avaient été au centre des intérêts des hommes et des milieux du catholicisme libéral. La contribution du jeune Jacini, qui ne faisait pas partie des rédacteurs, a été importante, tant par ses écrits que par la recherche de correspondants et de contacts dans toute l'Europe. Impliquée dans la crise moderniste, la revue cesse de paraître en décembre 1909.
L'amitié de la famille avec monseigneur Bonomelli  rapproche également Jacini des initiatives religieuses et sociales promues par l'Opera di assistenza agli emigranti, fondée par Bonomelli lui-même, faisant de lui un expert des problèmes complexes liés à l'émigration.
En janvier 1911, lorsqu'il est élu conseiller municipal de Milan sur la liste constitutionnelle et modérée, Jacini commence à s'impliquer directement dans la vie politique. Il n'est pas réélu aux élections administratives de juin 1914, mais la même année, il devient conseiller provincial du district de Vimercate, poste qu'il occupe jusqu'en 1919. Malgré son jeune âge, il est considéré comme une figure de proue du milieu catholique milanais et, en 1914, il est appelé à siéger au conseil de surveillance de L'Italia, un journal catholique qui fait autorité dans la capitale lombarde.
Au début de la Première Guerre mondiale, après un choix neutraliste initial, Jacini est convaincu de la nécessité de s'engager dans la guerre, comprise comme un choix unitaire du pays pour l'achèvement de la période du Risorgimento ; appelé sous les drapeaux comme officier de cavalerie complémentaire, il est affecté au bureau des Affaires civiles créé auprès du Commandement suprême.
Il participe à la guerre aussi bien dans les missions qui, du quartier général d'Udine, l'amènent à inspecter les avant-postes du front, que comme officier d'état-major de la 4e division alpine « Farisoglio », sur le mont Nero. Il suit ensuite un cours d'état-major à Vérone, au cours duquel il rencontre, entre autres, Giovanni Gronchi et Ferruccio Parri. Renvoyé dans les unités opérationnelles après la défaite de Caporetto, il sert à Montello, de 1917 à la fin du conflit, comme officier de liaison entre les troupes italiennes et le XIVe Corps britannique. Pendant la guerre, il a reçu une médaille et deux croix de guerre pour sa bravoure, ainsi qu'une décoration britannique.
Après avoir été réformé, il retourne à la vie publique, en acceptant l'appel de Don Luigi Sturzo aux « libres et forts » : dans son militantisme au sein du Parti populaire italien (PPI), Jacini voit une confluence naturelle de ses traditions familiales, catholiques et libérales, avec ses inclinations personnelles pour une action plus directe en faveur des classes populaires. Dans un premier temps, Jacini  participe également à la vie de l'association milanaise Religione e patria (Religion et Patrie), d'orientation modérée et conservatrice, formée autour de C. O. Medici Castiglioni, mais il finit par s'en détacher lorsque, lors des élections générales de mai 1921, il rejoint formellement le Bloc national (Blocco Nazionale), en concurrence ouverte avec la Liste populaire.
Etranger aux positions politiques extrêmes, Jacini soutient au sein du PPI une ligne modérée du centre, partageant les orientations du secrétaire politique Sturzo ; il s'oppose donc aussi bien aux positions conservatrices et cléricales de la droite catholique qu'aux initiatives des courants plus radicaux de la gauche populaire, en particulier du syndicalisme « blanc » dirigé par Guido Miglioli. Il est l'un des fondateurs des sections milanaise, comtoise et varoise du PPI et participe, en tant que délégué lombard, au premier congrès national (Bologne, 14-16 juin 1919) : en écrivant sur ce congrès, Jacini reconnaît et souligne la perspicacité politique de Sturzo qui a voulu un parti interclasse, de médiation sociale, au moment même où l'extrémisme socialiste semblait dominer la scène politique italienne.
Même au niveau local, à Milan, Sturzo a toujours soutenu cette ligne modérée, attentif à maintenir la physionomie politique spécifique du parti, laïque, bien qu'inspiré religieusement, et autonome par rapport aux autres formations ecclésiales, sociales et politiques. Ce choix « centriste » se manifeste dès la formation des listes pour les premières élections politiques de l'après-guerre, en se montrant favorable à la préparation de listes « ouvertes », qui lui permettent de recueillir le soutien des milieux catholiques et modérés qui, sans adhérer au parti, en sont néanmoins proches. Cette approche rencontre l'approbation de la direction nationale, qui soutient la ligne tactique soutenue par Jacini, faisant de la liste « ouverte » milanaise l'une des rares exceptions à la règle nationale plus intransigeante.
Lors des élections du 16 novembre 1919, Jacini est élu dans la circonscription de Côme avec 60 672 voix. Dès lors, il concentre son activité parlementaire principalement sur les questions de politique étrangère, en particulier celles liées à l'émigration, avec la mise en œuvre - par l'Italie - d'une ligne politique concrète visant à rétablir une paix durable en Europe et en Méditerranée, et en travaillant à la mise en œuvre d'initiatives constantes pour la création d'une organisation internationale « blanche ».
Dans ce contexte, en août-septembre 1921, il participe au voyage en Allemagne effectué par Sturzo, Alcide De Gasperi, Rufo Ruffo della Scaletta et le journaliste F. Bianco, dans le but d'établir, au nom du PPI, des relations avec le Parti chrétien du centre (Partito cristiano del Centro); et dans ce sens, il oriente également sa participation au IIe congrès national du parti (Naples, 8-11 avril 1920).
Il se présente aux élections politiques de 1921 comme leader du peuple dans la circonscription de Côme et est confirmé avec le plus grand nombre de préférences, grâce également à l'aide du journal catholique de Côme, L'Ordine. Il a été membre de la Commission des affaires étrangères de la Chambre des députés, ainsi que de la Commission parlementaire de surveillance du Fonds d'émigration, dont il a été le secrétaire.
Sur le thème de l'émigration, qui reste au centre de son activité parlementaire, il continue à œuvrer au sein du parti : lors du 3e congrès (Venise, 20-23 octobre 1921), il fait approuver un ordre du jour dans lequel il réitère le devoir de l'État de protéger et de sauvegarder l'émigration nationale, considérée comme « un phénomène fondamental et à certains égards décisif de notre situation économique actuelle ». Lors du congrès de Turin en avril 1923 - où les relations entre le Parti populaire et le fascisme atteignent leur paroxysme - il réussit à faire inclure l'émigration parmi les points centraux du programme. Afin de traiter de manière réaliste le problème tel qu'il se présentait à l'époque, en tenant compte du nouveau climat de fermeture des principaux marchés mondiaux, Jacini a proposé que l'Italie prenne des mesures pour faire face au problème. Jacini propose à l'Italie d'agir avant tout: sur la réforme de la Commission pour l'émigration afin de simplifier les procédures en abrogeant les règles administratives introduites pendant la guerre ; sur l'introduction, également en Italie, de la double nationalité ; sur le fait de confier les écoles italiennes à l'étranger à des initiatives privées, en particulier aux congrégations religieuses et aux associations caritatives, sous le seul contrôle externe de l'État.
Élu pour la troisième fois dans la circonscription de Côme le 6 avril 1924, au lendemain de la crise politique consécutive à l'assassinat de Giacomo Matteotti, Jacini fait partie de ceux qui s'opposent au choix sécessionniste de l'Aventino, car il estime que le Parlement est, malgré tout, le seul forum approprié pour discuter de la difficile situation politique et institutionnelle qui s'est développée dans le pays avec la montée du fascisme.
En fait, il considérait que la protestation de l'Aventino, moralement juste dans son principe, était politiquement faible car elle était inefficace pour représenter une alternative politique et parlementaire valable au gouvernement Mussolini et pour générer le vaste consensus populaire nécessaire pour soutenir une telle alternative.
Néanmoins, il participe aux différentes initiatives promues par les partis adhérant à la sécession de l'Aventin dans un esprit de discipline et le 30 novembre 1924, à Milan, il est présent à la première réunion du Comité des oppositions de la Haute Italie en tant que représentant du Parti populaire. Il espère que Vittorio Emanuele III prendra l'initiative de ramener la lutte politique au respect du statut et des lois constitutionnelles et fait partie des 54 signataires du message adressé au roi le 6 juin 1925 par les députés constitutionnels de l'opposition.
Comme le climat de grave violation des libertés publiques se poursuivait, le 24 décembre 1925, Jacini, également pour ne pas nuire par sa présence à ce qui avait été obtenu en faveur des émigrants, fut contraint de démissionner de son poste de vice-président général et de membre du conseil d'administration de l'Ouvrage Bonomelli, qui entrait dans le régime. Déçu par le comportement passif du souverain, il est néanmoins de ceux qui poussent au retour de l'opposition au Parlement, qui se concrétise le 8 janvier 1926 par la décision de la direction du groupe parlementaire populaire de mettre fin à la sécession.
Jacini participe ensuite à la tentative de réintégration de la Chambre le 16 janvier, lors de la séance solennelle consacrée à la commémoration de la reine Marguerite; comme les autres députés populaires présents au Parlement, il subit des actes de violence de la part de ses collègues fascistes et est blessé au nez.
Jacini n'a cependant pas cessé de participer à la lutte politique, bien que sous les formes permises par les circonstances particulières.
Il faisait partie de l'organe collégial - la « pentarchie » - nommé par le Conseil national à la direction du PPI après la démission de De Gasperi comme secrétaire politique, un organe qui a eu une vie courte et difficile. En tant que « pentarque », Jacini participe à l'une des dernières assemblées publiques organisées par le parti à Rome, les 27 et 28 juin 1926 ; à cette occasion, avec plus de vigueur que par le passé, Jacini prononce un discours résolument antifasciste, dans lequel il invite le Parti populaire « à ne pas dévier de l'intransigeance actuelle » et à « laisser l'entière responsabilité politique à ceux qui l'ont assumée ». Au cours de cette période, il contribue également à la nouvelle revue Cronaca sociale d'Italia, fondée et dirigée en février 1926 à Florence par Giovanni Gronchi et Renato Cappugi, qui cesse toutefois de paraître à l'automne de la même année en raison des restrictions imposées par le fascisme.
Après la déchéance des députés de l'Aventin le 9 novembre 1926, Jacini, dans l'impossibilité de mener des activités politiques, se consacre avec un engagement croissant aux activités culturelles. Jusqu'en 1926, il fréquente assidûment le Circolo Filologico, présidé par son ami Gallarati Scotti, mais ses intérêts, qui comprennent également l'étude de la philosophie, de la théologie, de la sociologie et de l'économie, se concentrent progressivement sur l'historiographie.
Malgré la guerre et son engagement dans le Parti populaire, entre 1912 et 1926, Jacini n'a jamais cessé de travailler à la biographie de son grand-père paternel, son homonyme, Un conservationniste rural dans la nouvelle Italie, qui, publiée par Laterza (Bari 1926), a attiré l'attention des chercheurs comme modèle d'historiographie. Croce et A. Gramsci. P. Gobetti lui avait également demandé d'éditer la réimpression de certaines œuvres de Jacini senior, mais le projet n'a pu aboutir.
Malgré les contrôles exercés par la police politique du régime, J. parvient, au cours de ces années, à maintenir des contacts, bien que sporadiques, avec de nombreux collègues du parti, et en particulier il ne rompt jamais les relations avec De Gasperi, G. Spataro, M. Cingolani, A. Grandi, G. Tupini, G.B. Migliori et E. Clerici. Clerici ; il participe donc aux toutes premières réunions qui se tiennent à Rome autour de De Gasperi, dès la fin des années 30, dans le but d'actualiser la réflexion politique sur les différents problèmes du pays dans les conditions historiques, intérieures et internationales modifiées.
Encouragé peut-être par ces rencontres et surtout par le désir de clarifier, surtout pour lui-même, les significations et les limites de la première expérience politique des catholiques démocrates italiens, il reprend ses réflexions sur I popolari (publié à Milan en 1923) et travaille, surtout pendant les deux années 1939-1940, à Storia del Partito popolare italiano, publié seulement plus tard (ibid. 1951). Dans la même période, il a également écrit Il regime fascista (ibid. 1947).
Après le début de la Seconde Guerre mondiale, il participe à des réunions clandestines avec des exposants catholiques de diverses obédiences et, en particulier, en octobre 1942 à Milan, il est présent à la réunion présidée par De Gasperi, au cours de laquelle sont jetées les bases, dans le nord de l'Italie, du futur parti des catholiques d'orientation démocratique.
A cette occasion, dans le cadre d'une commission créée ad hoc, présidée et coordonnée par lui, Jacini travaille, en accord étroit avec De Gasperi, à réunir, dans une vision programmatique unitaire, les exigences politiques et sociales provenant des jeunes catholiques issus des rangs antifascistes du mouvement néo-guelph et de l'université catholique de Milan, avec la tradition sturtienne et populaire.
Appelé sous les drapeaux, il sert comme officier d'état-major, d'abord sur le front occidental, puis au commandement suprême en Albanie, en tant que chef du bureau des affaires civiles. Après la chute du régime fasciste et la formation du premier gouvernement Badoglio, Jacini est appelé à Rome et chargé de représenter, avec De Gasperi et Spataro, les démocrates-chrétiens (DC) au sein du Comité national des courants antifascistes, qui est constitué le 27 juillet.
Jacini, porte-parole à Rome de la Démocratie chrétienne de l'Italie du Nord et personnellement de sentiments pro-monarchistes, se trouve dans une position difficile car c'est précisément dans le Nord que l'orientation de son parti sur la question institutionnelle est, à une large majorité, républicaine. En fait, la présence d'un catholique, démocrate et antifasciste et en même temps libéral et monarchiste, comme Jacini, a aidé la stratégie globale de De Gasperi pour apaiser les catholiques les plus conservateurs.
Après le 8 septembre 1943, Jacini, pour échapper à l'arrestation, est contraint de s'exiler en Suisse, où il rencontre de nombreux réfugiés de différentes tendances politiques, parmi lesquels C. Facchinetti, C. Marchesi, G. Battisti, B. Bellotti et son ami Gallarati Scotti, avec lesquels il entame un important travail d'analyse et d'investigation programmatique, dont les résultats sont publiés dans Il Secondo Risorgimento, un hebdomadaire dirigé par L. Einaudi.
Il rentre en Italie, après un voyage heureux, vers la fin de l'année 1944, et à la demande du gouvernement Bonomi, il rejoint Rome, déjà libérée par les troupes alliées, et reprend son engagement politique. Il est nommé membre du Conseil national et ministre de la Guerre dans le gouvernement Parri (21 juin - 10 décembre 1945); le 22 décembre 1945, il est appelé à présider le premier comité national de la Démocratie-Chrétienne (DC).
En tant que ministre, il se retrouve à la tête du ministère de la Guerre dans une période particulièrement délicate, puisqu'il faut réorganiser pour la première fois les forces armées, alors que les hommes sont encore dispersés sur les différents fronts et dans les camps de concentration du monde entier.
En tant que membre du Conseil national, Jacini se bat pendant la campagne référendaire en faveur de la monarchie et défend également ce choix institutionnel au sein de la DC : lors du premier congrès du parti, qui se tient à Rome en avril 1946, il obtient le soutien d'un quart des membres en faveur de l'option monarchiste.
Candidat aux élections générales du 2 juin 1946, il est élu membre de l'Assemblée constituante, où il prononce un discours important à l'occasion du vote de l'article 5 du projet de constitution, concernant l'inclusion des pactes du Latran dans le texte.
A cette occasion, Jacini a décidé de s'exprimer à titre personnel, conscient des opinions différentes de nombre de ses collègues; en fait, ses paroles étaient inspirées par un grand équilibre politique qui justifiait la référence aux Accords du Latran également pour protéger la paix religieuse en Italie.
Après que la bataille pour le choix institutionnel ait été résolue avec la victoire de la République, Jacini a continué à défendre avec constance, au sein du parti, les positions modérées dont il avait toujours été un partisan convaincu.
Il soutient donc la politique centriste de De Gasperi, l'appuyant au moment de l'éviction des socialo-communistes du gouvernement (mai 1947) et dans la bataille qui s'ensuit pour l'adhésion de l'Italie au Pacte Atlantique et son entrée dans l'Organisation du traité de l'Atlantique nord (OTAN ; avril-septembre 1949). Dans ces deux occasions, son action modérée et équilibrée, jamais touchée par une quelconque tentation de scission ou par une forte contestation interne, marquée par le plein respect des décisions prises par les organes institutionnels du groupe et du parti, fut très utile à De Gasperi à un moment où certains choix étaient peut-être davantage poussés de l'extérieur - par les hiérarchies ecclésiastiques, par les hommes d'affaires et par les alliés anglo-américains - que de l'intérieur de la DC.
Jacini a occupé d'importantes fonctions à l'étranger pour le gouvernement italien: ambassadeur extraordinaire auprès de la République argentine en 1947, il a œuvré avec compétence à la stipulation d'un traité sur l'émigration qui a été signé à Buenos Aires le 27 janvier 1948 ; représentant de l'Italie auprès de l'Organisation des Nations unies pour l'éducation, la science et la culture (UNESCO ; 14 nov. 1947), puis chef de la délégation italienne à sa 3e conférence générale, il a finalement été nommé président du conseil exécutif ; européiste convaincu, il a été choisi par le Sénat comme membre du Conseil de l'Europe et élu vice-président par cette assemblée en 1949. Membre de l'Institut d'études politiques internationales de Milan, il en a été longtemps le vice-président.
Le 18 avril 1948, il devient sénateur de droit de la première législature républicaine, après avoir déjà été député pendant trois mandats (XXVe, XXVIe et XXVIIe) et avoir été déclaré inéligible le 9 novembre 1926. Au Sénat, il a été président de la commission des affaires étrangères. Sa dernière intervention au Parlement est le rapport qu'il fait le 15 mars 1952 au nom de la majorité lors du débat sur la ratification du traité instituant la Communauté européenne du charbon et de l'acier (CECA), dont il identifie la valeur politique dans la volonté de créer une organisation supranationale, convaincu que « ce modeste principe marquera un tournant important dans l'histoire universelle ».
Jacini est décédé à Milan le 31 mai 1952.

## Ouvrages
- (it) Un conservatore rurale della nuova Italia, Bari, Laterza, 1926.
- (it) Il tramonto del potere temporale, Bari, Laterza, 1931
- (it) Storia del Partito Popolare Italiano, Milan, Garzanti Editore, 1951.

## Sources
- (it) Cet article est partiellement ou en totalité issu de l’article de Wikipédia en italien intitulé « Stefano Jacini (1886-1952) » (voir la liste des auteurs).